# Søren Peter Kristensen (gymnast)
 For alternative betydninger, se Søren Peter Kristensen. (Se også artikler, som begynder med Søren Peter Kristensen)
Søren Peter Kristensen (født 30. oktober 1884 i Langskov, død 12. oktober 1927 i Faaborg) var en dansk skovejer og gymnast, som deltog i OL 1912 i Stockholm.

## Liv og karriere
Kristensen var søn af gårdejer Niels Kristensen og hustru Mette Kirstine Kristensen.
Kristensen deltog på det danske hold i svensk system ved OL 1912, hvor blot tre hold stillede op på Stockholms Stadion. Holdene kunne bestå af 16-40 gymnaster, og det svenske hold vandt klart med 937,46 point foran Danmark med 898,84 point, mens Norge blev nummer tre med 857,21 point.
Kristensen var skovejer af Vejle Skov pg gift med Ingertha Hansen, født 1891. I folketællingen fra 1925 er det noteret, at Kristensen er sand- og skovbruger og at der i hans husstand udover hans hustru, tre børn og ham selv også var to husassistenter, to tjenestekarle og en fodermester beskæftiget ved Kristensens landbrug.
Kristensen døde på Faaborg Sygehus den 12. oktober 1927 og blev begravet på Vejle Sogns Kirkegård i Salling herred.